# Anell F

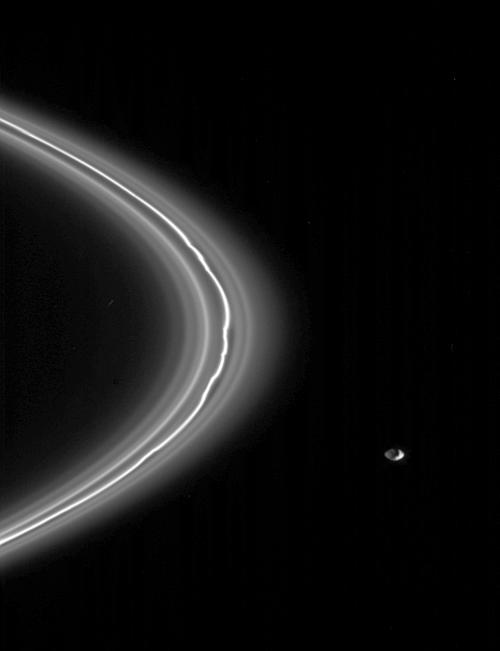
Imatge de Pandora que, amb només 84 km, és capaç de causar ones en l'anell F. Foto presa per la nau Cassini

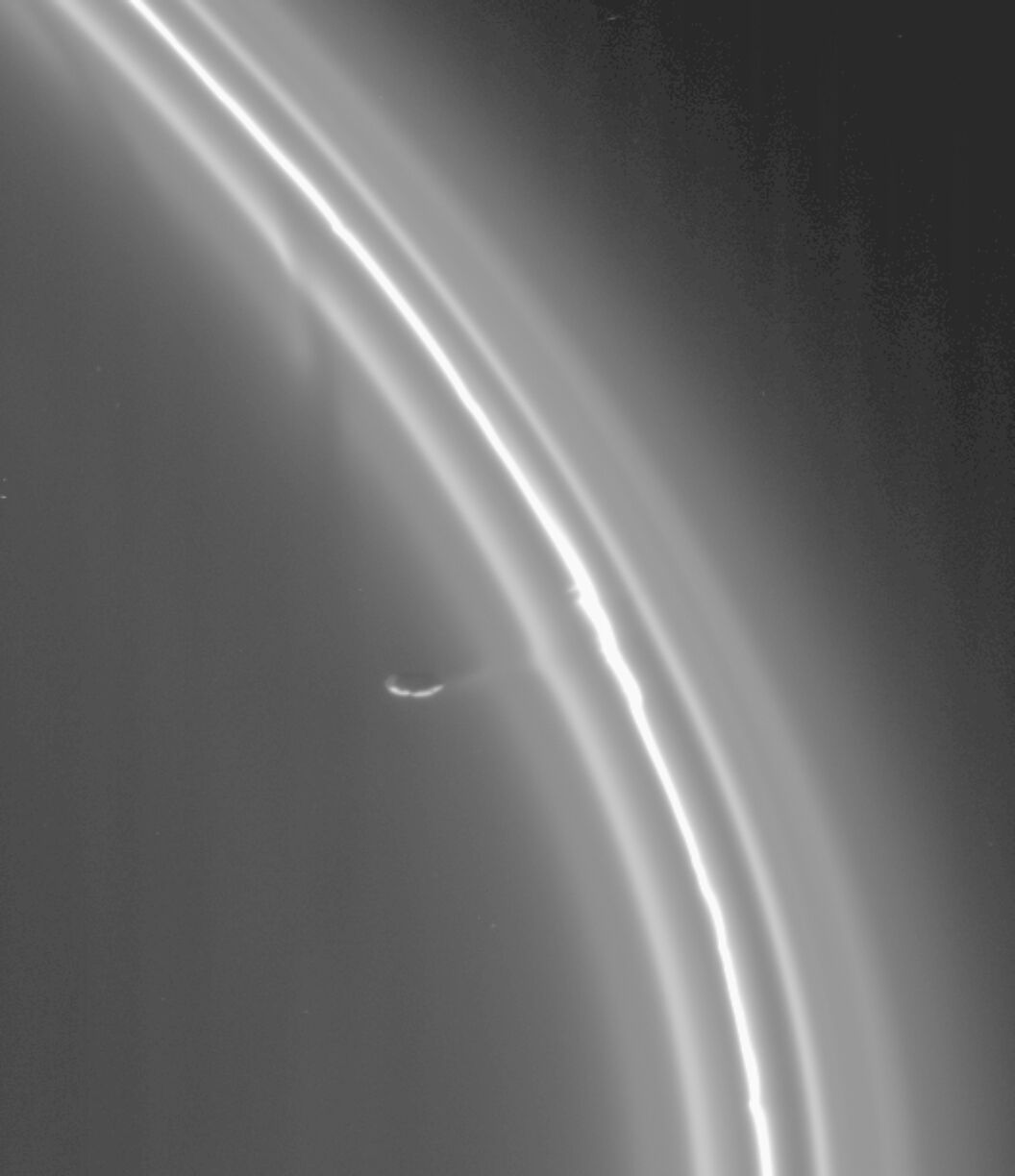
Satèl·lit pastor Prometeu cuidant l'anell F

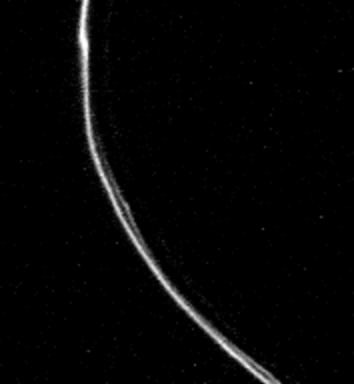
Trenats en l'anell F fotografiats al novembre de 1980 per la Voyager 1

L'anell F és un anell exterior a l'anell A que està a 140.210 km del centre de Saturn i amb una amplària entre 30 i 500 km, i que es va fer ràpidament conegut durant el vol de les naus Voyager per presentar ondulacions i trenats que era la primera vegada que s'observaven. L'anell està a 4.000 quilòmetres de la vora exterior de l'anell A. Té dos satèl·lits pastors: Pandora i Prometeu.
Aquestos satèl·lits són els causants de mantenir l'anell en el seu lloc i potser de les estranyes configuracions que presenta. Pandora va per l'exterior de l'anell i Prometeu per l'interior.
En fotografies fetes pel Voyager 1 al novembre de 1980 apareixen en l'anell "F" de Saturn trenats, això no obstant, quan nou mesos més tard hi va arribar el Voyager 2, havien desaparegut. El novembre de 1980, constava de tres cintes, cada una d'una amplària d'uns 30 quilòmetres. Les dues cintes més externes, que mostraven arrugues, torsions i nucs, pareixien trenades. L'agost de 1981, l'anell F havia canviat ja d'estructura. Predominava llavors una cinta sense trenar i apareixien com a companyes altres tres cintes més dèbils.
Els estudis de difusió de la llum realitzats pels Voyager assenyalen que les partícules de grandàries de l'ordre d'un micròmetre constituïxen una proporció gran de les partícules en l'anell F.